# اچ‌ام‌اس کاریسفورت (۱۷۶۶)
اچ‌ام‌اس کاریسفورت (۱۷۶۶) (به انگلیسی: HMS Carysfort (1766)) یک کشتی بود که طول آن ۱۱۸ فوت ۴ اینچ (۳۶٫۱ متر) بود. این کشتی در سال ۱۷۶۶ ساخته شد.